# Vlag van Ardèche

Vlag van Ardèche

De vlag van Ardèche is de niet-officiële vlag van het Franse departement Ardèche. Net als de meeste andere departementen van Frankrijk heeft Ardèche geen officiële vlag, maar wordt de hier rechts afgebeelde vlag op niet-officiële wijze gebruikt. De vlag is afgeleid van het wapen van dit departement.
De vlag bestaat uit een blauw veld bezaaid met gele lelies, en een gele rand beladen met acht blauwe schildjes.
Deze vlag is ook die van de voormalige provincie Vivarais, waartoe het departement historisch gezien behoorde.
Naast deze vlag is er een logovlag in gebruik.

Logovlag